# Maïsren

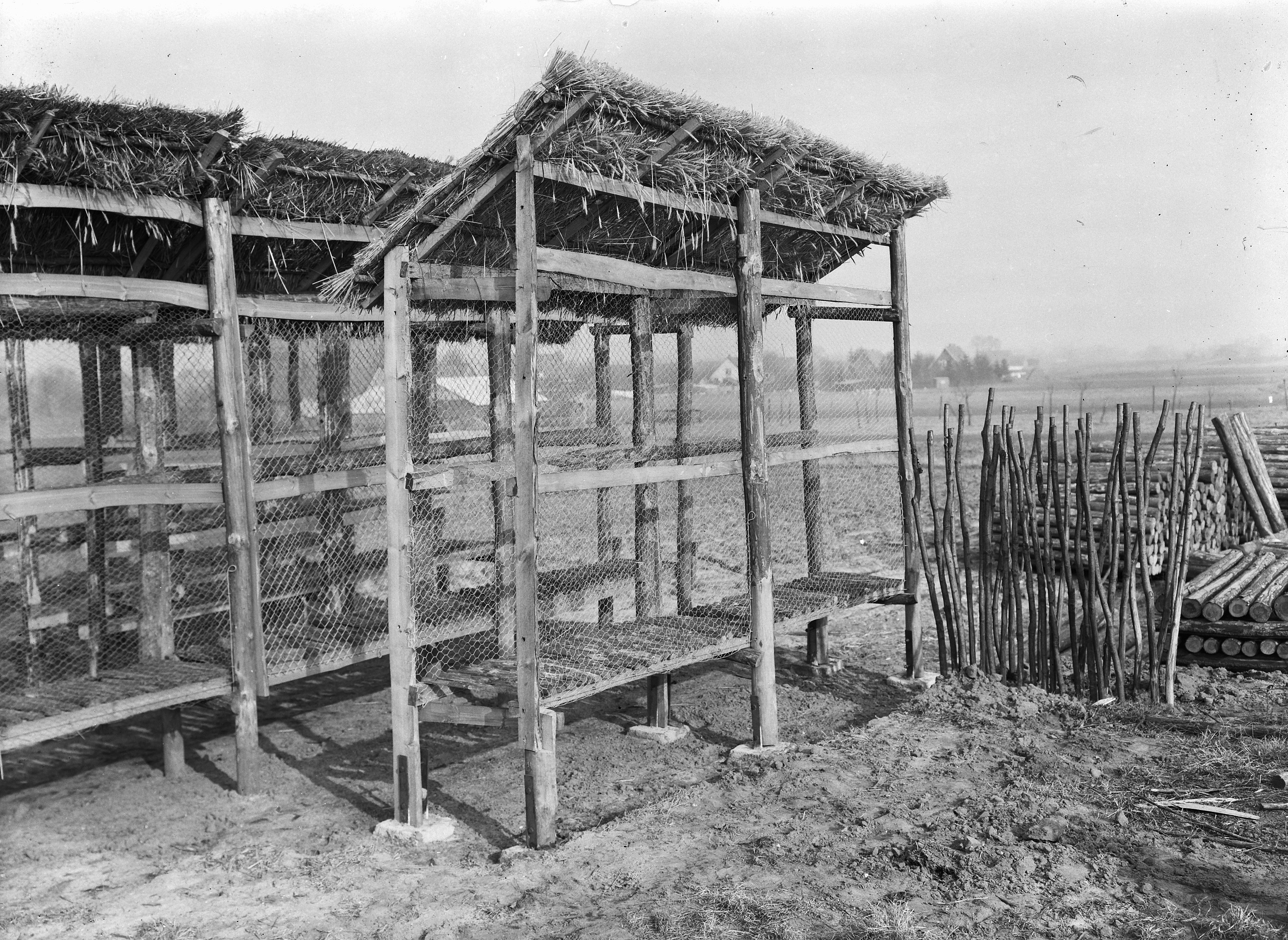
Een maïsren

Een maïsren is een hoge, smalle kooi van kippengaas (met of zonder afdak) om maïskolven in op te slaan en te laten drogen.
Maïs is een gewas dat in België en Nederland pas na de Tweede Wereldoorlog intensief wordt verbouwd. In het begin ging dit nog gepaard met veel handwerk. De maïskolven werden met de hand geplukt en in een maïsren te drogen gelegd. De maïsren stond op hoge poten boven de grond om te verhinderen dat muizen en andere dieren er binnen konden komen om de kolven aan te vreten. Al snel daarna is de methode voor maïsteelt in België en Nederland volledig veranderd en zijn de maïsrennen overbodig geworden.

## Afbeeldingen

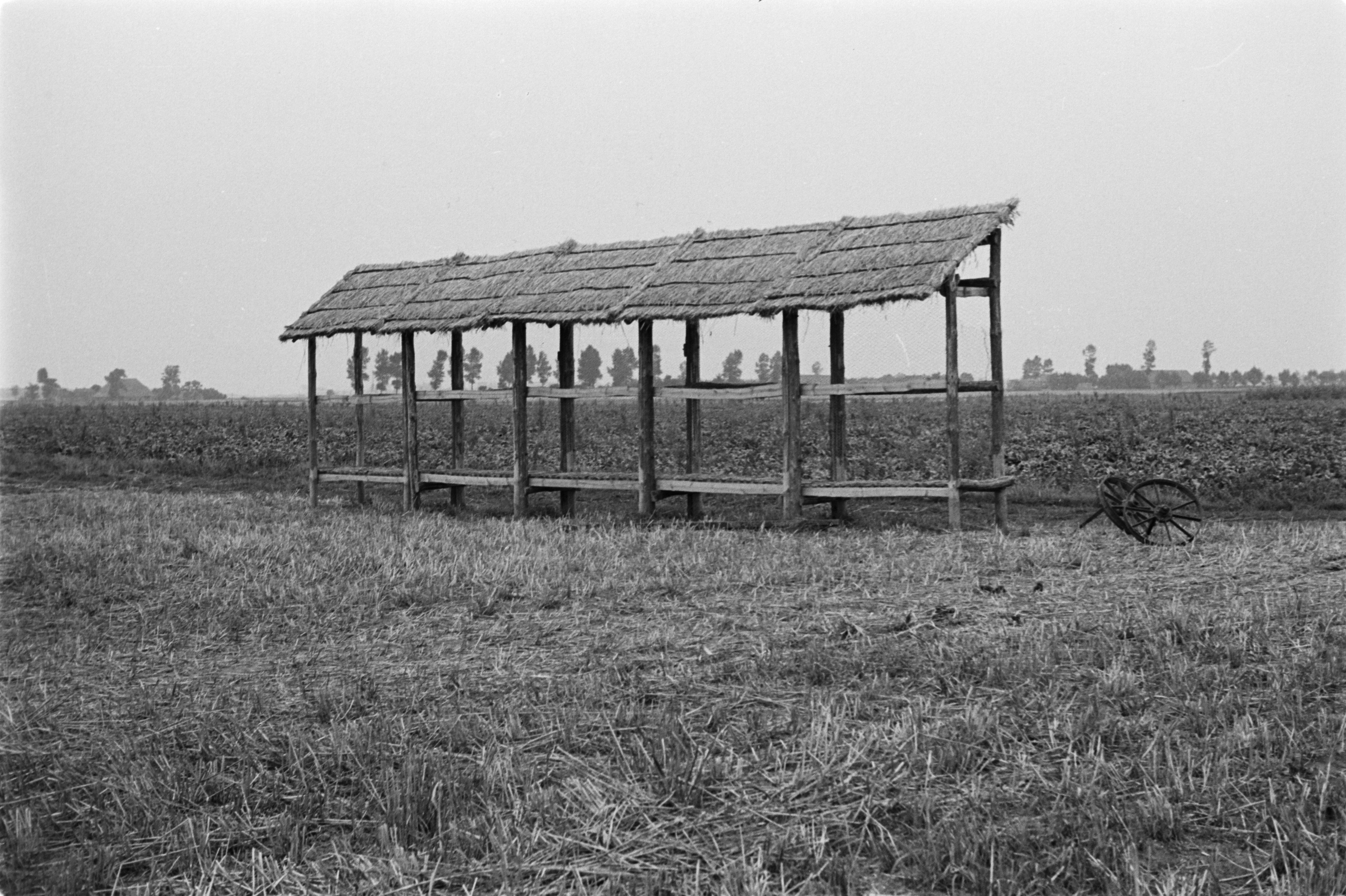
Maïsren in Zeeland
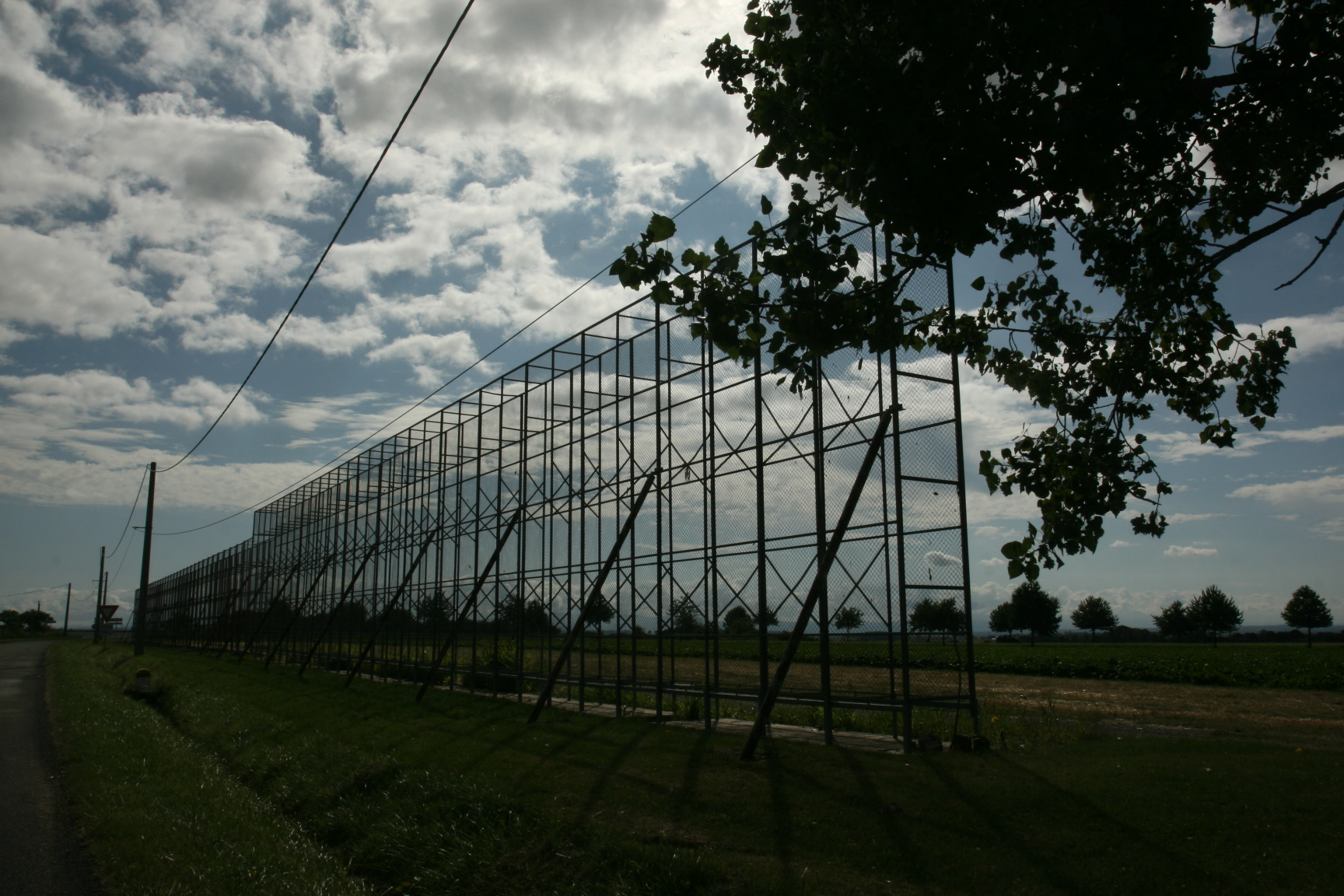
Maïsren in Frankrijk
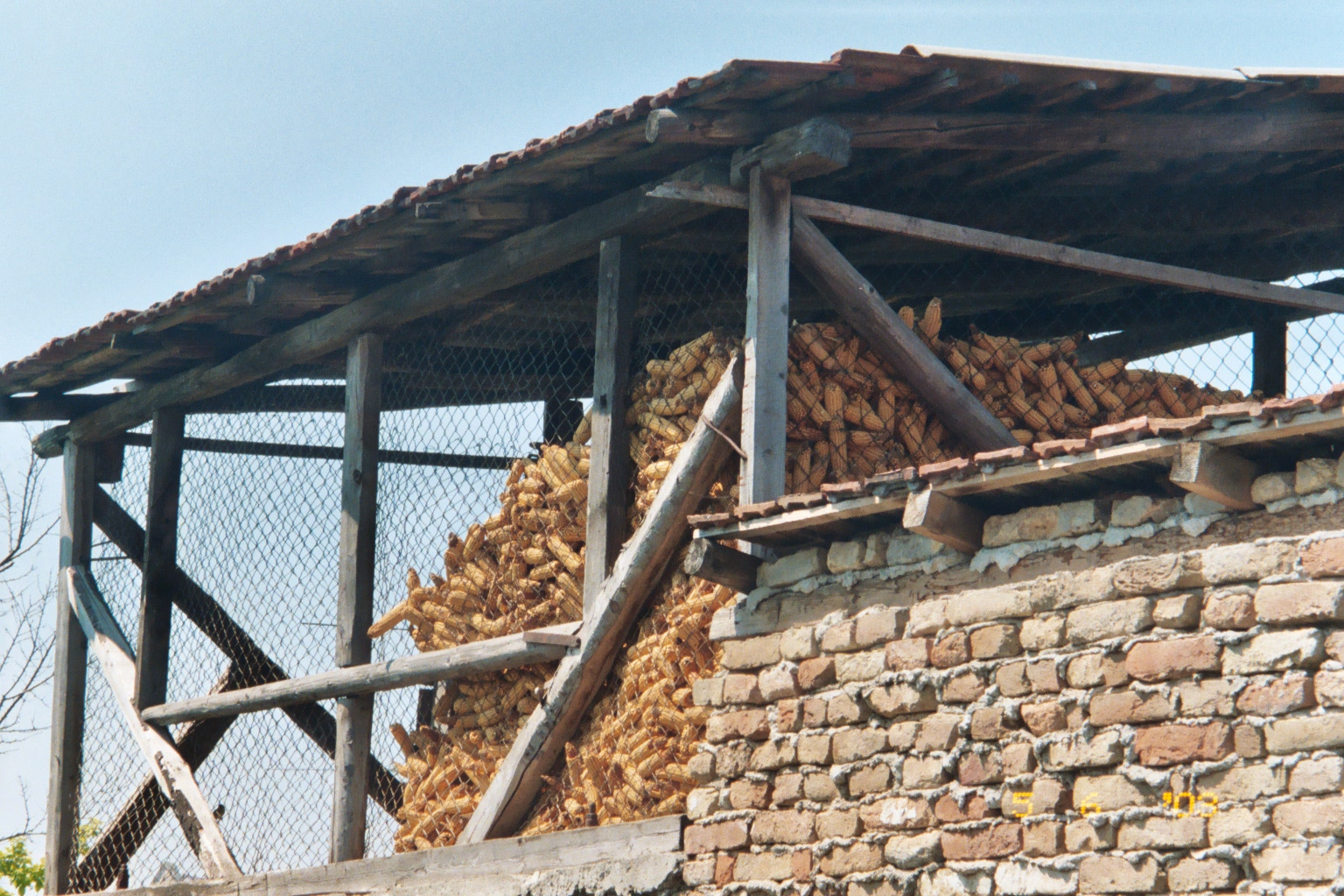
Maïsren (hambar) in Roemenië